# بلازا دي كاستيلا (محطة مترو أنفاق مدريد)
بلازا دي كاستيلا (بالإسبانية: Plaza de Castilla)‏ هي محطة مترو أنفاق في مدريد في إسبانيا، تقع على الخط رقم 1,9,10.